# Actenoides bougainvillei
Actenoides bougainvillei, conhecido como martim-caçador-de-bigode ou guarda-rios-de-bigodes é uma espécie de ave da família Alcedinidae. Encontrada na Papua-Nova Guiné e nas Ilhas Salomão, seus habitats naturais são florestas subtropicais ou tropicais húmidas de baixa altitude e regiões subtropicais ou tropicais húmidas de alta altitude. A ave está ameaçada por perda de habitat.
A subespécie Actenoides bougainvillei excelsus (guarda-rios-de-bigode-de-guadalcanal) é endémica de Guadalcanal. Pode ser encontrada em florestas densas a altitudes de 900 m a 1100 m e nidifica em buracos no solo.
O guarda-rios-de-bigode-de-guadalcanal deve o seu nome a uma faixa de penas azuis do bico até ao lado da cabeça. Os machos têm um dorso azul, e as fêmeas verde. A espécie só foi registada três vezes: uma só fêmea na década de 1920 e duas fêmeas em 1953,e um macho em 2015. Este espécime de 2015 foi fotografado em Guadalcanal.
A ave foi morta para obter dados moleculares e morfológicos. Embora o investigador que tirou as fotografias e morto a ave tenha notado que a subespécie não é rara e que a recolha do animal não constitua uma ameaça à viabilidade da espécie, este ato foi muito criticado.